# مناطق قبرس شمالی
جدول زیر نواحی پنج‌گانه قبرس شمالی را نشان می‌دهد.
| نام منطقه  | منطقه (km²) | کل جمعیت (۲۰۱۱) | تراکم جمعیت (جمعیت/km²) | مناطق تحت پوشش                                 | فرماندار ناحیه   | یک تصویر | موقعیت در نقشه | منبع                    |
| ---------- | ----------- | --------------- | ----------------------- | ---------------------------------------------- | ---------------- | -------- | -------------- | ----------------------- |
| گازیمائوسا | ۹۹۷         | ۶۹٫۲۷۳          | ۶۹٬۴۵                   | لیسی فاماگوستا (مرکز) لفکونیکو ریزوکارپاسو     | بران برتوغ       |          |                | [ ۲ ] [ ۳ ] [ ۴ ] [ ۵ ] |
| گیرنه      | ۶۹۰         | ۷۲٫۲۸۴          | ۱۰۴٬۷۳                  | کایرنیا (مرکز) مایرتو چاتالکوی کاراواس لاپیتوس | گورکان کارا      |          |                | [ ۲ ] [ ۳ ] [ ۴ ] [ ۶ ] |
| گوزلیورت   | ۳۸۱         | ۳۱٫۲۵۴          | ۸۱٬۹۸                   | مورفو (مرکز) لفکا                              | منتاش گوندوز     |          |                | [ ۲ ] [ ۳ ] [ ۴ ] [ ۷ ] |
| اسکله      | ۷۷۴         | ۲۳٫۳۵۶          | ۳۰٬۱۸                   | گالاتیا تریکومو (مرکز) گیالوسا گونیلی          | بنیامین مرحمت‌سیز |          |                | [ ۲ ] [ ۳ ] [ ۴ ] [ ۸ ] |
| لفکوشا     | ۵۰۲         | ۹۸٫۷۳۹          | ۱۹۶٬۶۲                  | کایتریا نیکوزیای شمالی (مرکز) کاپوتی           | کمال دنیز دانا   |          |                | [ ۲ ] [ ۳ ] [ ۴ ] [ ۹ ] |